# エクスプライス
エクスプライス株式会社は、東京都江東区に本社を置く総合インターネット通信販売会社。
DCMホールディングスのグループ会社。

## 概要
実店舗での販売を行わず、家電を中心にインターネット通信販売のみを展開している。
「XPRICE」と「PREMOA」の2店舗を運営し、自社サイトに加え楽天市場、Yahoo!ショッピング、Amazon等に出店する。また、ジェネリック家電ブランド「MAXZEN」を展開するプライベートブランド事業と、法人向け事業も行う。

## 店舗
- XPRICE
  - 本店
  - 楽天市場店
  - PayPayモール店
  - Amazon店
  - au PAY マーケット店
  - ポンパレモール店
  - Kaago店
  - JREモール店
  - GAPOLIモール店
- PREMOA
  - 楽天市場店
  - Yahoo!店
  - au PAY マーケット店
- MAXZEN Direct 楽天市場店

## 沿革
- 2004年（平成16年）
  - 7月 - 東京都江東区に有限会社MOAを設立。
  - 9月 - 価格.comに「デジタル家電のA-PRICE」を掲載。
- 2008年（平成20年）11月 - 株式会社MOAに組織変更。
- 2009年（平成21年）
  - 1月 - 楽天市場に「デジタル家電のA-PRICE」を出店。
  - 7月 - ビッダーズ（現・au Payマーケット）に「デジタル家電のA-PRICE」を出店。
- 2010年（平成22年）11月 - 千葉県船橋市に倉庫を拡大移転。
- 2011年（平成23年）
  - 3月 - Amazonに「PREMOA」を出店。
  - 7月 - 楽天市場に2店舗目「PREMOA」を出店。
- 2013年（平成25年）9月 - オリジナルプライベートブランド「MAXZEN」を立ち上げ、液晶テレビを販売開始。
- 2015年（平成27年）7月 - Yahoo!ショッピングに「PREMOA」を出店。
- 2017年（平成29年）
  - 5月 - 千葉県市川市に商品センターを拡大移転。
  - 8月 - ポンパレモールに「PREMOA」を出店。
- 2018年（平成30年）3月 - サンライズ・キャピタルと資本提携[2]。
- 2019年（平成31年/令和元年）
  - 3月 - au Payマーケットに2店舗目「PREMOA」を出店[3]。
  - 7月 - 新プライベートブランド「ERIZA」を立ち上げ、液晶テレビを発売[4]。
- 2020年（令和2年）2月 - 千葉県船橋市に南船橋商品センターを開設[5]。PayPayモールに「PREMOA」を出店。
- 2021年（令和3年）
  - 4月 -
    - エクスプライス株式会社へ社名を変更し、ブランドも統一[6]。
    - ヴィッセル神戸との間でオフィシャルスポンサー契約を締結。

  - 5月 - 当社のグループ会社である株式会社MOA STOREがマクスゼン株式会社へ社名変更。同時にブランドロゴを一新。
  - 7月 - 大阪物流センターを開設。
  - 8月 - 船橋物流センターを開設し、市川商品センターより拡大移転[7]
- 2022年（令和4年）
  - 1月 - JREモールに「XPRICE」を出店
  - 3月 - DCMホールディングス株式会社との資本業務提携[8]
  - 3月 - GAPOLIモールに「XPRICE」を出店

## 受賞歴
- 2016年度 Wowma! ベストショップ大賞家電カテゴリ賞
- 2017年度 楽天市場 SHOP OF THE YEAR 2017 総合8位/生活家電ジャンル大賞
- 2017年度 Yahoo!ショッピング Best Store Awards 2017 総合5位/家電部門2位
- 2017年度 Wowma! BEST SHOP AWARD 2017 家電カテゴリ賞
- 2018年度 楽天市場 SHOP OF THE YEAR 2018 総合5位/生活家電ジャンル大賞
- 2018年度 Yahoo!ショッピング Best Store Awards 2018 総合4位/家電部門2位/テレビ、オーディオ部門2位[9]
- 2018年度 Wowma! BEST SHOP AWARD 2018 家電カテゴリ大賞[10]
- 2019年度 楽天市場 SHOP OF THE YEAR 2019 総合グランプリ/生活家電ジャンル賞[11]
- 2019年度 Yahoo!ショッピング Best Store Awards 2019 総合4位/家電部門3位/テレビ、オーディオ部門3位
- 2019年度 au Wowma! BEST SHOP AWARD 2019 テレビ・オーディオ・カメラカテゴリ大賞
- 2019年度 第7回ジェネリック家電製品大賞 AV家電部門賞[12]
- 2020年度 楽天市場 SHOP OF THE YEAR 2020 総合3位/生活家電ジャンル賞[13]
- 2020年度 楽天市場 SHOP OF THE AREA 2020 関東・甲信越エリア賞[14]
- 2020年度 PayPayモール Best Store Awards 2020 総合5位[15]
- 2020年度 au PAY マーケット BEST STORE AWARD 2020 テレビ・オーディオ・カメラカテゴリ賞
- 2020年度 第8回ジェネリック家電製品大賞 生活家電部門賞[16]
- 2021年度 楽天市場 SHOP OF THE YEAR 2021 総合2位/生活家電ジャンル賞[17]
- 2021年度 楽天市場 SHOP OF THE AREA 2021 関東・甲信越エリア賞[17]
- 2021年度 Yahoo!ショッピング Best Store Awards 2021 総合2位[18]
- 2021年度 PayPayモール Best Store Awards 2021 総合3位/生活総合通販賞1位[18]
- 2021年度 au PAY マーケット BEST STORE AWARD 2021 テレビ・オーディオ・カメラカテゴリ賞
- 2022年度 Yahoo!ショッピング Best Store Awards 2022 総合2位/家電、カメラ、オーディオ部門1位
- 2022年度 PayPayモール Best Store Awards 2022 総合5位/生活総合通販賞2位
- 2022年度 au PAY マーケット BEST STORE AWARD 2022 家電カテゴリ賞